# Бомон ле Нонен
Бомон ле Нонен (фр. Beaumont-les-Nonains) је насељено место у Француској у региону Пикардија, у департману Оаза.
По подацима из 2011. године у општини је живело 358 становника, а густина насељености је износила 37,57 становника/km².

## Демографија
| 1962. | 1968. | 1975. | 1982. | 1990. | 2011. |
| ----- | ----- | ----- | ----- | ----- | ----- |
| 164   | 178   | 128   | 200   | 300   | 358   |